# Scott the Woz
 (février 2023).
La mise en forme du texte ne suit pas les recommandations de Wikipédia : il faut le « wikifier ».
Les points d'amélioration suivants sont les cas les plus fréquents. Le détail des points à revoir est peut-être précisé sur la page de discussion.
- Les titres sont pré-formatés par le logiciel. Ils ne sont ni en capitales, ni en gras.
- Le texte ne doit pas être écrit en capitales (les noms de famille non plus), ni en gras, ni en italique, ni en « petit »…
- Le gras n'est utilisé que pour surligner le titre de l'article dans l'introduction, une seule fois.
- L'italique est rarement utilisé : mots en langue étrangère, titres d'œuvres, noms de bateaux, etc.
- Les citations ne sont pas en italique mais en corps de texte normal. Elles sont entourées par des guillemets français : « et ».
- Les listes à puces sont à éviter, des paragraphes rédigés étant largement préférés. Les tableaux sont à réserver à la présentation de données structurées (résultats, etc.).
- Les appels de note de bas de page (petits chiffres en exposant, introduits par l'outil «  Source ») sont à placer entre la fin de phrase et le point final[comme ça].
- Les liens internes (vers d'autres articles de Wikipédia) sont à choisir avec parcimonie. Créez des liens vers des articles approfondissant le sujet. Les termes génériques sans rapport avec le sujet sont à éviter, ainsi que les répétitions de liens vers un même terme.
- Les liens externes sont à placer uniquement dans une section « Liens externes », à la fin de l'article. Ces liens sont à choisir avec parcimonie suivant les règles définies. Si un lien sert de source à l'article, son insertion dans le texte est à faire par les notes de bas de page.
- La présentation des références doit suivre les conventions bibliographiques. Il est recommandé d'utiliser les modèles {{Ouvrage}}, {{Chapitre}}, {{Article}}, {{Lien web}} et/ou {{Bibliographie}}. Le mode d'édition visuel peut mettre en forme automatiquement les références.
- Insérer une infobox (cadre d'informations à droite) n'est pas obligatoire pour parachever la mise en page.

Pour une aide détaillée, merci de consulter Aide:Wikification.
Si vous pensez que ces points ont été résolus, vous pouvez retirer ce bandeau et améliorer la mise en forme d'un autre article.
Scott The Woz est une web-série humoristique traitant de sujets tournant autour des jeux vidéo, diffusée sur YouTube depuis le 7 janvier 2017.

## Concept
La web-série met en vedette Scott Wozniak, un jeune fan de l'entreprise Nintendo et de l'histoire du jeu vidéo en général, personnage principal de l'émission, parlant devant son bureau de sa passion. Interprété par le vidéaste du même nom, le personnage est inspiré par la personnalité de son créateur, étant exagéré afin de créer un effet comique.
Celui-ci parle de sujets variés tournant autour des jeux vidéo, tel que la discussion et la rétrospective de consoles de jeux, l'histoire du média en général, et d'autres sujets moins connus, tel que les rumeurs et publicités,.
Il arrive cependant que certains épisodes s'écartent du sujet principal visé par la vidéo, se concentrant alors sur d'autres histoires arrivant à Scott, mettant en scène un ensemble de personnages récurrents et étant alors similairement tournée tel un sitcom.
Les épisodes sont écrits et réalisés principalement par Scott Wozniak, bien que ses amis apparaissent dans certaines de ses vidéos en jouant le rôle des personnages récurrents de la série.
La chaîne principale compte en mars 2023 plus de 1,8 million d'abonnés sur YouTube. Il existe aussi une chaîne secondaire nommé "Scott's Stash", se concentrant principalement sur les coulisses de l’émission et d'autres sujets trop précis pour en faire un épisode sur la chaine principale.
Des compilations d'épisodes ont été syndiquées sur la chaîne de télévision G4, possédant cependant certaines musiques remplacées pour causes de droits d'auteur, notamment l'une des musiques emblématiques de la série, "Break Out" du jeu vidéo 3D Dot Game Heroes, qui fut remplacée par une composition originale nommée "Break In", encore utilisée à ce jour dans la série.

### Distribution et personnages
La série Scott The Woz possède plusieurs personnages récurrents :
- Scott Wozniak (joué par le créateur de la série du même nom) est le protagoniste de la série, il s'agit d'une version fictive et exagérée du créateur de la série. Il parle en réalisant beaucoup d'hyperboles, parle généralement avec un ton sec, sarcastique et absurde. Scott est également obsédé par Madden NFL 08 au point de posséder une collection des différentes versions du jeu sur son bureau.
- Jebediah "Jeb" Jab (joué par Sam Essig) est un ami de Scott et est un grand fan de "Gex", particulièrement Gex: Enter The Gecko, bien qu'il n'y ait jamais joué et semble juste apprécier le personnage de la série éponyme. Bien que calme et recueilli dans sa voix, il agit souvent d'une manière agitée et colérique.
- Rex Mohs (joué par Eric Turney) est un ami de Scott très colérique. Rex affiche tout au long de la série une haine intense concernant l'alcool, la drogue, la violence, et particulièrement le sexe, ayant expliqué que l'une de ses raisons de vivre était d'être sûr que celui-ci soit "éliminé". Rex n'a jamais peur de s'emporter dans ses propos et le montre à de multiples reprises lors des parties de "Mario Party" avec Scott et Jeb Jab.
- Wendy's Employee (joué par Dominic Mattero), se traduisant littéralement par "L'employé de Wendy's". Il s’agissait d'un personnage toujours prêt à aider, et possédant un esprit critique et logique. Il fut malheureusement assassiné par une console hantée lors d'un épisode spécial de la série. Wendy's Employee possède un frère, Target Employee, qui est également un personnage important de la série.
- Target Employee (joué par Dominic Mattero), se traduisant littéralement par "L'employé de Target ". Celui-ci possède une personnalité presque identique à son frère, Wendy's Employee.
- Jerry Attricks (joué par Justin Womble) est un thérapeute, ancien journaliste possédant sa propre entreprise nommé "The Think Barrel", où celui-ci réalise ses séances.
- Terry Lesler (joué par Joe Robertson) est un vegan membre de l'organisation "Vegans Anonymous Gathering" (parodies des alcooliques anonymes) et est également proche de Scott.
- Steel Wool (joué par Jarred Wise) est un policier ayant assassiné plusieurs personnages de la série lors d'un dîner, bien que la plupart d'entre eux se soient depuis rétablis. Il a par la suite été poursuivi, condamné à mort, et ressuscité.
- Kay Swiss (joué par Jeffrey Pohlman-Beshuk) est banquier, économiste et employé de "Bankruptcy Patrol", une entreprise proposant des services que les clients peuvent effectuer en échange d'argent.
- Chet Shaft (joué par Will Kanwischer) est un ancien directeur de la marque fictive de magasin de jeux "Games On A Shelf" et apparaît en tant que fantôme dans divers épisodes pour donner des conseils à Scott. Il fut par la suite ressuscité en même temps que Steel Wool.

## Histoire

### Arrière-plan
Scott Wozniak réalisait des vidéos YouTube depuis son enfance, parlant de ses propres créations, tenant un journal télévisé fictif nommé "9 News" et possédant même un site internet aujourd'hui fermé. Cessant initialement de faire des vidéos à partir de 2012 en raison d'une faible audience, celui-ci a recommencé la création de contenu au cours de sa dernière année de lycée pour réaliser un court métrage comique intitulé «The Internet and You» avec ses amis.

### Conception
Après avoir expérimenté via de nombreux sketches, Wozniak a sorti le premier épisode de "Scott the Woz" en janvier 2017. Parlant de ses opinions sur la Nintendo Switch, la vidéo est devenue très populaire sur le Youtube américain grâce à l’intérêt de nombreuses personnes concernant les jeux vidéo et sa comédie basée sur des sketchs.
La série maintenait initialement une sortie de vidéos hebdomadaire, bien qu'en mai 2022, la série Web ait abandonné ce planning.
Une chaîne secondaire, Scott's Stash, fut créée à la suite du succès de la série afin de retirer de la chaîne principale toutes les vidéos ne faisant pas partie de l'univers de la série, étant également par la suite utilisé pour poster d'autres vidéos concernant les coulisses et le contenu supplémentaire de la série.
En 2023, Wozniak a annoncé que l'émission était désormais officiellement développée par une équipe.
Scott the Woz possède depuis le 8 janvier 2023 un nombre total de 250 épisodes publiés sur YouTube, répartis en six saisons.

## Diffusion télévisée
Lors de la convention TooManyGames de 2021, Wozniak a annoncé que Scott the Woz serait diffusé sur une chaîne de télévision alors non annoncée. Il a ensuite été annoncé que G4 serait la chaîne télévisée chargée de diffuser ses épisodes à partir du 7 décembre 2021.
Des compilations d'épisodes ont donc été syndiquées, possédant cependant certaines musiques remplacées pour causes de droits d'auteur, notamment l'une des musiques emblématiques de la série, "Break Out" du jeu vidéo 3D Dot Game Heroes, qui fut remplacée par une composition originale nommée "Break In", encore utilisée à ce jour dans la série.
D'après Wozniak, les vidéos YouTube ont été compilées dans un ordre aléatoire et éditées pour le format télévisé, dans un format rappelant les compilations à l'antenne d'animation classique.

## Collecte de fonds
En collaboration avec le site Web de produits dérivés de jeu "Pixel Empire", Wozniak propose régulièrement des produits dérivés officiels en édition limitée, tous les bénéfices étant reversés aux associations caritatives "Critical Care Comics" et "Children's Miracle Network Hospitals".
En 2023, les collectes de fonds ont recueilli plus d'1 000 000 $ pour les deux organismes de bienfaisance. L'événement a lieu chaque année, à l'exception de 2023, qui a été annulé au profit de la prolongation indéfinie de l'événement 2022. Les événements présentent des articles tels que des t-shirts et des posters, ainsi que des produits uniques chaque année, notamment des versions VHS de "The Internet and You" et un livre répertoriant toutes les illustrations utilisées lors de la série et plus d'informations sur les coulisses.
Le 26 novembre 2021, Wozniak a annoncé la production de "Monopoly: Scott The Woz Edition", une version sous licence officielle du jeu de société Monopoly basé sur la série. Produit en quantité limitée, le jeu de société fut vendu via le site Web de 'Pixel Empire' dans le cadre d'une collecte de fonds caritative. En décembre 2022, "Clue: Scott the Woz Edition", une version de Cluedo basée sur la série, fut également publiée sur le site Web de Pixel Empire. Wozniak a également produit une gamme de 51 cartes à collectionner, fabriquées par USAopoly. Chaque carte contient un code QR qui, une fois scanné, mène à l'une de 51 vidéos exclusives non-répertoriées concernant la série.

## Réception
Scott the Woz a reçu un accueil généralement positif sur le youtube américain, avec des éloges dirigés vers l'humour et la qualité.
Dans un article répertoriant les dix meilleurs épisodes de la série, Screen Rant a décrit Scott the Woz comme une fusion de "critiques de jeux vidéo, de rétrospectives et de sketchs", déclarant que "certains des meilleurs épisodes de la série sont ceux qui combinent tous trois, surtout quand son humour loufoque, décalé et extravagant est à l'honneur". Luke Schmid de PC Games a comparé positivement la série à celle de l'Angry Video Game Nerd, mais a cependant critiqué sa répétitivité, déclarant que : "certaines blagues sont répétées trop souvent, des sujets sont soulevés avant d'être répétés trois phrases plus tard, parfois presque mot pour mot". John Connor Coulston de PopCulture.com a déclaré que les vidéos de Wozniak avaient un "style distinct et fait maison".